# La Revolución de Mayo
La Revolución de Mayo è un cortometraggio muto del 1910 diretto da Mario Gallo. Fu il primo film di fiction argentino girato con attori professionisti. Per le celebrazioni del primo centenario della Repubblica, ricostruisce i fatti che portarono alla Rivoluzione di maggio del 1810 che ebbero come conseguenza la deposizione del viceré spagnolo e l'insediamento della prima giunta di governo argentino.

## Produzione
Il film fu prodotto nel 1909, ma uscì nelle sale l'anno seguente, centenario della Repubblica.

## Distribuzione
Il film uscì in Argentina il 22 maggio 1910 al Teatro Ateneo de la esquina de Corrientes y Maipu.
Una copia del film è stata restaurata nel 2008 dalla Cinecolor Argentina . Viene conservata dalla Fundación Cinemateca Argentina film archive